# Rosemary Dexter

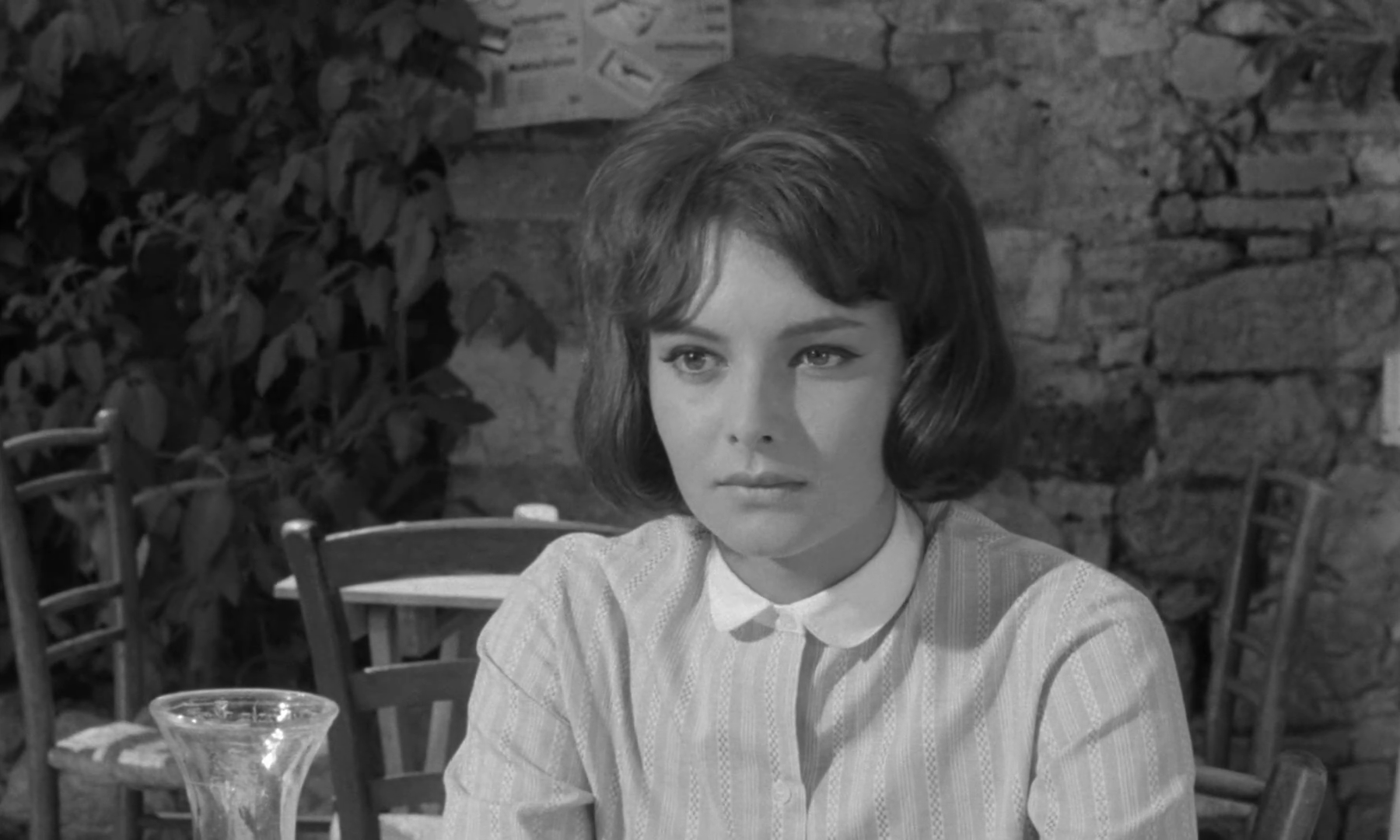
Rosemary Dexter în Desideri d'estate (1964)

Rosemary Dexter, în unele limbi și Rosemarie Dexter, (n. 19 iulie 1944, Quetta⁠(d), India Britanică, Pakistan – d. 8 septembrie 2010, Recanati, Marche, Italia) a fost o actriță britanică naturalizată italiană, de origine pakistaneză. Printre cele mai cunoscute filme ale sale se numără Omicron (1963), Casanova '70 (1965), Sandalele pescarului (1968) și Lanțuri (1974).

## Biografie
Dexter s-a născut din părinți britanici în India britanică de atunci și s-a mutat în Italia la sfârșitul anilor 1950, unde a început ca actriță. Prima ei apariție în film a fost în comedia științifico-fantastică din 1963 Omicron. Până în 1975, a apărut în aproximativ 35 de filme, mai ales ca un accesoriu decorativ sau un interes amoros romantic pentru eroul din film.
În anul următor, a realizat două filme regizate de Silvio Amadio: Desideri d'estate cu Gabriele Ferzetti și Oltraggio al pudore, unde a jucat alături de francezul Jacques Perrin. Apoi a jucat rolul Julietei Capulet în Romeo și Julieta de Riccardo Freda și a continuat cu Casanova '70 de Mario Monicelli unde a jucat alături de Marcello Mastroianni, Michèle Mercier, Virna Lisi și Marisa Mell, și mai ales filmul Pentru câțiva dolari în plus de Sergio Leone unde a jucat-o pe sora lui Lee Van Cleef.
În februarie 1975, a pozat nud pentru ediția italiană a revistei Playboy, înainte de a părăsi lumea cinematografiei spre sfârșitul anilor 1970.
A decedat în urma unei boli grave pe 9 septembrie 2010, fiind găsită în locuința ei din Recanați, unde locuia de câtva timp în deplin anonimat. Trupul i-a fost incinerat și cenușa i-a fost împrăștiată.

## Filmografie selectivă
- 1963 Omicron, regia Ugo Gregoretti
- 1964 Desideri d'estate, regia Silvio Amadio
- 1964 Oltraggio al pudore, regia Silvio Amadio
- 1964 Romeo e Giulietta, regia Riccardo Freda
- 1965 Casanova '70, regia Mario Monicelli
- 1965 Altissima pressione, regia Enzo Trapani
- 1965 Pentru câțiva dolari în plus (Per qualche dollaro in più), regia Sergio Leone
- 1966 Un uomo a metà, regia Vittorio De Seta
- 1967 Oameni de onoare (Gente d'onore), regia Folco Lulli
- 1967 Per amore... per magia..., regia Duccio Tessari
- 1967 El Desperado, regia Franco Rossetti
- 1968 Il sesso degli angeli, regia Ugo Liberatore
- 1968 Il castello di carte (House of Cards), regia John Guillermin
- 1968 Sandalele pescarului (The Shoes of the Fisherman), regia Michael Anderson
- 1969 Justine, ovvero le disavventure della virtù (Marquis de Sade: Justine), regia Jesús Franco
- 1969 I quattro del pater noster, regia Ruggero Deodato
- 1969 Răzbunarea Sfântului (Vendetta for the Saint), regia Jim O'Connolly
- 1969 Violenza al sole - Una estate in quattro, regia Florestano Vancini

- 1970 Mio Mao - Fatiche ed avventure di alcuni giovani occidentali per introdurre il vizio in Cina, regia Nicolò Ferrari
- 1971 Rapporto a tre (Cometogether), regia Saul Swimmer
- 1971 Mazzabubù... Quante corna stanno quaggiù?, regia Mariano Laurenti
- 1972 I figli chiedono perché, regia Nino Zanchin
- 1972 L'occhio nel labirinto, regia Mario Caiano
- 1973 L'ultimo uomo di Sara, regia Maria Virginia Onorato
- 1973 Sette ore di violenza per una soluzione imprevista, regia Michele Massimo Tarantini
- 1974 Doamne, oare cum am putut să decad atât de mult? (Mio Dio, come sono caduta in basso!), regia Luigi Comencini
- 1974 La minorenne, regia Silvio Amadio
- 1974 Lanțuri, regia Silvio Amadio
- 1975 Povero Cristo, regia Pier Carpi